# Daniele Orsato
Daniele Orsato (ur. 23 listopada 1975 roku w Montecchio Maggiore) – włoski sędzia piłkarski. Od 2010 roku sędzia międzynarodowy.
Orsato znalazł się na liście 19 sędziów Mistrzostw Europy 2020, gdzie sędziował mecz reprezentacji Polski przeciwko reprezentacji Hiszpanii, który został rozegrany na stadionie Estadio La Cartuja w Sewilli.

## Sędziowane mecze Mistrzostw Europy 2020
| Mecz               | Data       | Miejsce                     | Runda        | Wynik | Żółta kartka | Czerwona kartka |
| ------------------ | ---------- | --------------------------- | ------------ | ----- | ------------ | --------------- |
| Anglia – Chorwacja | 13.06.2021 | Stadion Wembley, Londyn     | Faza grupowa | 1:0   | 4            | 0               |
| Hiszpania – Polska | 19.06.2021 | Estadio La Cartuja, Sewilla | Faza grupowa | 1:1   | 6            | 0               |
| Szwecja – Ukraina  | 29.06.2021 | Hampden Park, Glasgow       | 1/8 Finału   | 1:2   | 4            | 1               |

## Sędziowane Mecze Mistrzostw Świata 2022
| Mecz                  | Data       | Miejsce                   | Runda        | Wynik | Żółta kartka | Czerwona kartka |
| --------------------- | ---------- | ------------------------- | ------------ | ----- | ------------ | --------------- |
| Katar – Ekwador       | 20.11.2022 | Al Bayt Stadium, Al-Chaur | Faza grupowa | 0:2   | 6            | 0               |
| Argentyna – Meksyk    | 26.11.2022 | Lusail Stadium, Lusail    | Faza grupowa | 2:0   | 5            | 0               |
| Argentyna – Chorwacja | 13.12.2022 | Lusail Stadium, Lusail    | Półfinał     | 3:0   | 4            | 0               |